# North River (fiume Minnesota)
Il  North River è un fiume, di circa 9,6 km, nel Minnesota nord - orientale, negli Stati Uniti. Insieme all'East River, è uno dei principali affluenti del Seven Beaver Lake, la sorgente del fiume Saint Louis. La maggior parte del North River si trova nella Lake County, con il suo sbocco nella contea di St. Louis. Lo United States Geological Survey considera il North River come la sorgente (le sorgenti più distanti) dell'intero bacino idrografico dei Grandi Laghi e del sistema di San Lorenzo.